# Кокаляне
Вижте пояснителната страница за други значения на Кокаляне.
Кока̀ляне е село в район „Панчарево“ на Столична община, област София.

## География
Село Кокаляне е разположено в полите на Витоша, в най-ниските ѝ склонове и покрай р. Искър, по шосето София-Самоков. Намира се на 18 км от центъра на столицата, заобиколено от всички страни с планински хълмове, в котловина със 700 м надморска височина. Недалеч от него се намира Лозенската планина, с Урвишката крепост, Урвишкия и Кокалянския манастири. Кокаляне граничи с курортното селище Панчарево, чрез своя квартал „Кокалянско ханче“. Насреща му са водите на Панчаревското езеро и вишнатите над тях последни разклонения на Средногорието, отзад и в страни Витоша и Плана планина.

## История
Името е променяно на Кокаляни, Кокалене, Кокаленя и пр. В песни и предания то е „Старото село Кокаляне“, „Царевото село“. След Освобождението в Кокаляне оцелелите къщи и родове са сравнително малко – около 15. По-известните са Кърлеви, Шаранкови, Мануилови, Гледжови, Тункови, Генкови, Белилови, Денковци, Цветкови, Караджови, Велеви, Велкови, Казакови.
През 1889 г. частна белгийска фирма построява електроцентралата до с. Кокаляне. В дола, образуван от течението на Искъра, се строи текстилна фабрика, но през 1930-те години е преобразувана в бакърена (медна) фабрика. Така бившата тъкачница (бакърена фабрика/ чугунолеярна) става поливна станция за тогавашния Земеделски професионален съюз, след това е болница за туберкулозно болни (изключително добри климатични условия за това заболяване), а днес е оздравително заведение за лица със ставни заболявания. Кокаляне е старо, но все пак младо селище. Съвременник на Шишманова България, на траки и Крумовите прабългари, на Лалуш Байрактар и Чавдар войвода.

## Население
Численост на населението според преброяванията през годините:
| \| Година на преброяване \| Численост \| \| --------------------- \| --------- \| \| 1934 \| 675 \| \| 1946 \| 699 \| \| 1956 \| 1216 \| \| 1965 \| 1256 \| \| 1975 \| 1412 \| \| 1985 \| 1389 \| \| 1992 \| 1332 \| \| 2001 \| 1556 \| \| 2011 \| 1941 \| \| 2021 \| 2076 \| |           |
| Година на преброяване | Численост |
| 1934 | 675       |
| 1946 | 699       |
| 1956 | 1216      |
| 1965 | 1256      |
| 1975 | 1412      |
| 1985 | 1389      |
| 1992 | 1332      |
| 2001 | 1556      |
| 2011 | 1941      |
| 2021 | 2076      |

## Вътрешност на селото
В центъра на селото е разположена сградата на кметството. В същата сграда са разположени хранителен магазин, лекарски кабинет, поща и зъболекарски кабинет. До сградата на кметството е разположена чешма, под която тече река. В селото има около 4 хранителни магазина и три ресторанта. Тъй като селото е близо до София, неговите жители имат възможността да пазаруват и да се развличат в съседното Панчарево или в Столицата. В същата сграда е библиотеката и новоизградената сцена на читалище „Заря“ – читалище със стогодишна история. Театрална група, женска и мъжка певчески групи, коледари, танцови състави – това е част от работата през годините.

## Вилни зони
В с. Кокаляне са разположени няколко вилни комплекса в близост до природата. В някои от къщите на тяхна територия има постоянно живущи хора.
Вилните зони нямат изцяло достъп до течаща вода и затова някои жители, които не живеят постоянно в своите вили, ползват изкопани кладенци. Постоянноживущите са изградили сондаж, за да задоволяват нуждите си от вода. До къщите, разположени по-нависоко, няма достатъчно налягане, за да се изкачи водата – затова някои къщи ползват хидрофори. Пътищата, прокарани през вилните зони, са черни, като на места се забелязват стеснявания, причинени от свлачища. Вилните зони са разположени в планински релеф и затова предоставят прекрасен изглед към планини и гори, а от по-високите места на балкана се виждат къщите на селото и дори на София. Във вилните зони въздухът е чист, а местата за излет са много – гората, балканът, църквата, Плана, Кокалянският манастир.

## Културни и природни забележителности
- Кокалянски манастир Св. Архангел Михаил
- Черквата на село Кокаляне Св. Георги Победоносец

## Редовни събития
- Традиционен събор в парк „Орниче“ – 15 август
- Празник на Кокалянския манастир – Архангеловден
- Празник на черквата в с. Кокаляне – Гергьовден

## Известни личности
В Кокаляне е роден Виктор Михайлов (р. 1944), министър на вътрешните работи през 1992 – 1994.
- Стефан Манолов Шаранков – (неизв.) – народен певец, живял в годините около Освобождението

## Транспорт
До селото се стига с автобусни линии №1, 3, 4. 

## Други
- Селото разполага и със земеделска земя
- На Балкана в една от вилните зони е обозначено с бетонна плоча място, от което може да се наблюдава от високо цялата столица.
- Екопътека с. Кокаляне – с. Бистрица
- Морският нос Кокаляне на остров Ръгед, Южни Шетландски острови е наименуван в чест на село Кокаляне.[5]

## Кухня
В ресторант „Кокалянско Ханче“, разположен на крайната спирка на автобуси №1 и № 4, наречена „Кокалянско ханче“ предлага традиционна Българска кухня на достъпни цени.